# Selajambe (Selajambe)
Selajambe is een bestuurslaag in het regentschap Kuningan van de provincie West-Java, Indonesië. Selajambe telt 2499 inwoners (volkstelling 2010).